# Copa Airlines Colombia
Copa Airlines Colombia és una aerolínia comercial de passatgers fundada el juny de 1993.
En 2010 fou la segona companyia aèria de Colòmbia en nombre de passatgers transportats, cobrint destinacions nacionals i internacionals des de l'Aeroport Internacional El Dorado de Bogotá i des de les principals ciutats de Colòmbia.
Copa Airlines Colombia va iniciar operacions el 10 de juny de 1993 amb el nom d'AeroRepública i una flota d'aeronaus tipus Boeing 727, cobrint rutes entre Bogotá, Santiago de Cali, San Andrés, Santa Marta i Cartagena. Tenint sempre com base principal l'Aeroport Internacional El Dorado, l'aerolínia va anar incorporant avions Douglas DC-9-30 i MD 80. Més tard en abril de 2006 va ser adquirida per Copa Airlines de Panamà, operant actualment amb una flota de Embraer 190 i Boeing 737-700, i canviant el seu nom per l'actual l'octubre de 2010.